# Мелена
Мелена (англ. Melena / melaena) — темно-чорне смолисте випорожнення, що з'являється при кровотечі з верхніх відділів шлунково-кишкового тракту, рідше при заковтуванні крові під час носової кровотечі, кровохаркання. Така кровотеча є потенційною надзвичайною ситуацією, і її слід розглядати як таку, поки не можна оцінити її тяжкість. Мелена має характерний сильний запах, через те, що гемоглобін у крові, який піддається дії травних ферментів і бактерій кишки. Випорожнення при мелені також мають серйозну липкість, через що їх важко змити водою зі стінок унітазу. 
Чорне забарвлення калу і його лакований вигляд обумовлені присутністю в ньому сірчистого заліза, що утворилося в кишечнику як наслідок взаємодії гемоглобіну і сірководню. Після прийому деяких лікарських препаратів (активоване вугілля, препарати заліза, вісмуту) випорожнення також може набувати темного забарвлення, проте при цьому, як правило, немає такого, як у мелени, запаху, випорожнення нормально оформлене, немає лакового блиску і липкості. Слід відрізняти мелену від гематохезії — витікання свіжої крові за межі анусу, зазвичай з випорожненнями або без них.
Основою діагностики мелени є візуальний огляд випорожнень пацієнта. За необхідності слід провести ректальне дослідження з оглядом випорожнень, зібраних зі стінки ампули прямої кишки гумовою рукавичкою. При мікроскопічному дослідженні мелени виявляються у великій кількості змінені еритроцити. 
У новонароджених розрізняють справжню і несправжню мелену. Справжня може з'явитися вже в перші дні після народження через зміни процесів згортання крові. При цьому одночасно з меленою спостерігається кровотеча з пупкової ранки, крововиливи в шкіру і кон'юнктиву, криваве блювотиння (гематемезіс) тощо. Несправжня мелена може відбуватися через заковтування крові матері під час пологів і в процесі смоктання грудей при тріщинах сосків, а також власної крові новонародженого при пошкодженні слизової оболонки рота і носа. У старших дітей мелена є одним з основних, а часто й єдиними проявом кровотечі з дивертикула Меккеля. При цьому кровотечі можуть бути масивними і призводити до тяжкої анемії та геморагічного шоку.
Мелена спостерігається при грижі стравохідного отвору діафрагми, варикозному розширенні вен стравоходу, геморагічному васкуліті, виразковій хворобі шлунка і дванадцятипалої кишки та ін.
При виявленні мелени хворий має бути терміново госпіталізований у хірургічний стаціонар. За час транспортування проводяться невідкладні заходи, направлені на боротьбу з кровотечою. Під час перевезення до стаціонару дають пити холодну воду або з льодом, кладуть щось холодне на живіт. У стаціонарі проводиться екстрене ендоскопічне дослідження (езофагогастродуоденоскопія, колоноскопія), що дозволяє в більшості випадків встановити джерело кровотечі, а також провести заходи по його зупинці. Якщо останнє не вдається і кровотеча продовжується, то вдаються до оперативного втручання.